# Enni (Suðuroy)
Enni è un rilievo alto 424 metri sul mare, situato sull'isola di Suðuroy, nell'arcipelago delle Isole Fær Øer, in Danimarca.